# Symmachia hetaerina
Espèce
Symmachia hetaerina est un insecte lépidoptère appartenant à la famille  des Riodinidae et au genre Symmachia.

## Taxonomie
Symmachia hetaerina a été décrit par William Chapman Hewitson en 1867.

## Description
Symmachia hetaerina est un petit papillon noir taché de blanc aux ailes antérieures à bord costal bossu et apex pointu et angle anal des ailes postérieures pointu. Les taches blanches sont trois aux ailes antérieures, une au milieu du bord costal, une au milieu du bord interne et une au milieu de l'aire postdiscale. Les ailes postérieures ont une large bande blanche proche de l'aire basale.
Certains spécimen sont noirs à taches orange.
Le revers présente la même ornementation.

## Écologie et distribution
Symmachia hetaerina est présent au Brésil et au Pérou.

### Protection
Pas de statut de protection particulier.